# Aleksandr Koškin
Aleksandr Nikolaevič Koškin (in russo Александр Николаевич Кошкин?; Mosca, 13 giugno 1959 – Mosca, 16 ottobre 2012) è stato un pugile sovietico, dal 1991 russo.

## Palmarès

### Olimpiadi
- 1 medaglia:
  - 1 argento (Mosca 1980 nei -71 kg)

### Mondiali dilettanti
- 1 medaglia:
  - 1 oro (Monaco di Baviera 1982 nei -71 kg)

### Europei dilettanti
- 1 medaglia:
  - 1 oro (Tampere 1981 nei -71 kg)